# Mikulášovy přestávky
Mikulášovy přestávky, francouzsky Les Récrés du petit Nicolas, je druhá knížka ze série Malý Mikuláš, kterou napsal francouzský spisovatel René Goscinny a ilustroval Jean-Jacques Sempé. Do češtiny knihu přeložila Tamara Sýkorová-Řezáčová a vydalo nakladatelství BB art v roce 1997.

## Příběhy
- Vendelína vyloučili ze školy
- Nos strýčka Evžena
- Hodinky
- Školní časopis
- Růžová váza v obýváku
- O přestávce se pereme
- Uragán
- Fotoaparát
- Fotbalový zápas
  - První poločas
  - Druhý poločas
- Návštěva v galerii
- Odhalení pomníku
- Trpaslíci
- Kryšpínova ruka
- Byli jsme u doktora
- Rozdílení cen